# 酒井博司
酒井 博司（さかい ひろし、1976年5月12日 - ）は、NHKのチーフアナウンサー。

## 人物
愛知県稲沢市出身。愛知県立五条高等学校を経て、早稲田大学を卒業。高校・大学時代、野球部で活動。大学時代、フィリピンに留学経験。2001年NHK入局。
2002 FIFAワールドカップの際にカメルーン代表のキャンプ地となった中津江村の取材はキャンプ地決定前から担当。その後主にスポーツ（特にサッカー中継）を中心に活動している。
小学校と中学校の同級生に放送作家の太田マサトシがいる。
酒井が大分局勤務だったときに大分朝日放送のアナウンサー中嶋美和子と知り合い、結婚。

## 現在の出演番組・業務
- 各種スポーツ中継（サッカー、メジャーリーグ、NFL、テニス、トライアスロンなど）
- 広島県・中国地方のニュース
  - お好み845（宿直勤務時）
  - NHKニュースおはようちゅうごく（シフト勤務の土・日曜と代理で担当した際の平日）
  - お好みサタデー
  - お好みサンデー
  - お好みホリデー
  - ニュースちゅうごく645（県域放送縮小時）
- ひろしま コイらじ（2025年7月3日 - ） - 日替りアナウンサー
- デスク業務

## 過去の出演番組・業務
福岡放送局時代
- 情報ワイド福岡いちばん星（リポーター）

名古屋放送局時代
- 東海3県・東海北陸のニュース・中継・リポート
- ほっとイブニング（スポーツコーナー）

東京アナウンス室時代
- サタデースポーツ・サンデースポーツ（2012年4月 - 2013年3月　取材キャスター）
- ニュースウオッチ9スポーツコーナー代行（2012年7月23日 - 27日）

大阪放送局時代
- 関西のニュース・中継・リポート
- ニュース845〜関西のニュースと気象情報〜（不定期）

松山放送局時代（ - 2022年7月）
- 愛媛県・四国地方のニュース・中継・リポート
- おはよう四国（2022年4月 - 2022年7月）

G-Media時代（2度目）（2022年8月 - 2025年6月）
- FIFAワールドカップ2022 - スタジオ進行
  - デイリーハイライト（2022年12月11日）
- 東海3県・東海北陸のニュース（勤務経験のある名古屋放送局の応援要員、2023年4月28日 - 30日、5月7日）
- サンデースポーツ（豊原謙二郎がラグビーワールドカップ2023フランス大会現地取材による代理キャスター）（2023年10月22日）
- マイあさ!（スポーツキャスター、上野速人の代理、2024年5月27日、5月28日）※同期間、同じく上野が担当するひるのいこいも代行した。

広島放送局時代（2025年7月 - ）

## 主な実況実績
サッカーW杯
- 2022年、カタール大会現地実況 - 1次リーグ4試合(録画含む)[1]を担当